# Miletín (zámek)
Miletín je barokní zámek nacházející se ve stejnojmenném městě v Podkrkonoší. Zámek je obdélná stavba s dvoupatrovými rizality na všech průčelích. Na severní straně je arkádový podjezd s balkónem a barokní portál.

## Historie
Ve dvanáctém století stávalo v místech historického jádra Miletína raně středověké hradiště nebo opevnění knížecí dvorec. První písemná zmínka o něm pochází z roku 1124. Hradiště bývalo dvoudílné a jeho plocha měřila asi dvanáct hektarů. Opevnění sahalo až k Tyršově ulici, kde byly do tělesa valu vestavěny rodinné domy.
Na začátku třináctého století se Miletín stal šlechtickým majetkem Zbraslava, syna Vchynova, připomínaného naposledy v roce 1238 jako číšníka. V poslední vůli odkázal Miletín a vesnice Třebihošť, Třemešnou a Zásadu své manželce Domaslavě. Ta jej i s dalšími statky roku 1241 darovala řádu německých rytířů. Řád v Miletíně vystavěl komendu, která stávala přibližně v prostoru mezi zámkem a kostelem Zvěstování Panny Marie. Jejími pozůstatky mohou být některé sklepy zjištěné mezi usedlostni čp. 117 a 120, z nichž jeden je pozdně románského či raně gotického původu. Součástí komendy byla pravděpodobně také kaple, jejíž zdivo se dochovalo v presbytáři kostela.
Roku 1403 zastavil komtur Oldřich z Ústí řádové miletínské panství za 700 nebo 800 kop grošů Beneši z Choustníka a Máně na dobu jeho života. Smlouva byla prodloužena v roce 1410, kdy se Beneš zavázal, že Miletín prodá jen bude-li kupec respekovat nároky řádu. Po Benešově smrti se však panství zmocnil Jan Městecký z Dobrušky a Opočna, za což byl komturem pohnán před zemský soud. Jan Městecký argumentoval, že nedostal zaplaceno za své vojenské služby řádu a že vlastní zástavu od Janka Svídnického z Chotěnic, kterému měl panovník na Miletíně zapsat dluh ve výši tisíc kop grošů. Výsledek sporu je neznámý.
Od poloviny čtrnáctého století část Miletína vlastnili Lichtenburkové. Podle Augusta Sedláčka měli v Miletíně poplužní dvůr s tvrzí, z níž spravovali některé vesnice. V letech 1358–1368 byl připomínán Hynek Krušina z Miletína jako patron kostelů v Nechanicích, Brusnici a jako spolupatron v Třemešné. Jeho nástupci byli bratři Václav a Jan Krušinové z Lichtenburka a na Hradišti. Václav zemřel v roce 1397 a jediným pánem lichtenburského dílu se stal Jan. Janův syn Hynek Krušina IV. z Lichtenburka dostal v roce 1437 od císaře Zikmunda do zástavy za dva tisíce kop grošů celé městečko Miletín se vším příslušenstvím a spojil tak oba díly do jednoho panství.
Hynkův syn Vilém byl jako miletinský pán připomínán ještě roku 1516 a zemřel nejpozději v roce 1529. Z jeho synů Miletín po nějaký čas vlastnil Bernart, ale ačkoliv byl v tituláři z roku 1534 uveden jako pán Miletína, statek už mu v té době nepatřil. Roku 1520 totiž městečko ovládal Burian II. Trčka z Lípy, po němž jej zdědil syn Jan. Ten celé panství roku 1541 prodal za šest tisíc kop českých grošů Zikmundovi ze Smiřic. K Miletínu tehdy patřila tvrz s poplužním dvorem, městečko s příslušenstvím, vsi Rohoznice, Jahodné, Vidoň, Bezník, Borek, Želejov, Chroustov, Úhlejov, Zdobín, Dehtov, Třebihošť, Zvičina, Brusnice, Boreček, Borovnička, Debrné a menší majetky v Trotni, Borovnici a Olešnici.
Roku 1565 je zmínka v zápise jako o tvrzi a roce 1628 v zápise Albrechta z Valdštejna je nazván zámkem.
Nynější zámek byl založen roku 1693 Jiřím Fridrichem hrabětem z Oppersdorfu. Ještě nedostavěný v roce 1699 z většího dílu shořel. Roku 1703 byla sepsána nová smlouva o jeho dostavění. V roce 1753 shořela na zámku střecha.
Josef Jan Sosnovec (držící Miletín v letech 1766–1780) dal zámek opravit, u hlavního vchodu přestavět altán a na něm zhotovit dva lvy se svým znakem. V roce 1846 při velkém požáru zámek také utrpěl – vyhořel až na klenutí v přízemí, ovšem hned dalšího roku se zámek dočkal obnovení v empírovém slohu.
Majitel Miletína Hynek Václav Falge dal po požáru zámek dostavět a opravit.
Kníže Alexander z Schönburg-Hartensteinu dal po roce 1882 zámek vkusně opravit. V roce 1897 se ujal řízení panství jeho syn princ Johann Schönburg-Hartenstein.
V roce 1914 převzala velkostatek Moravská agrární banka a některé dvory (Dvorec, Dolenec, Jeníkov, Falgov) odprodala.
Zbytek velkostatku se zámkem, zahradou, parkem, polnostmi a lesy koupil roku 1915 Jan Alfons Šimáček. V roce 1941 vše zdědila dcera Marie Stýblová rozená Šimáčková.
Po roce 1948 byl zámek využíván jako domov pro děti rodičů pracujících v zahraničí, později jako školící středisko celní správy.
V roce 1998 byl objekt s pozemky restituován potomkům posledních majitelů.
Od restituce z roku 1998 zámek sice nebyl obýván, ale byl v dostatečné míře udržován a čekal na nové využití. K tomu došlo v létě roku 2006, kdy zde 12. srpna byla otevřena úvodní část expozice Národního divadla českého Podkrkonoší – muzea ochotnických divadel.